# Supernova (serial leton)
Supernova este un show TV leton, creat de operatorul de televiziune LTV. Este folosit ca selecție națională pentru desemnarea cântecului leton la Concursul Muzical Eurovision
Supernova emite din 2015, înlocuind fostul mod de selecție, Dziesma.